# Strada statale 408 di Montevarchi
La ex strada statale 408 di Montevarchi (SS 408), ora strada provinciale 408 di Montevarchi (SP 408), è una strada provinciale italiana di collegamento interprovinciale.

## Percorso
La strada ha origine a Siena, dove si innesta sulla ex strada statale 2 Via Cassia, per uscire dalla città in direzione nord-est superando la ferrovia Centrale Toscana.
Il tracciato raggiunge quindi il torrente Arbia nel comune di Castelnuovo Berardenga, risalendone per qualche chilometro il percorso, prima di abbandonarlo e seguire invece uno dei suoi affluenti, il Massello. Sul percorso si innesta quindi la ex strada statale 484 del Castello di Brolio, raggiunge poi Gaiole in Chianti e prosegue fino ad incrociare la ex strada statale 429 di Val d'Elsa presso l'abbazia di San Lorenzo a Coltibuono.
Entra quindi nella provincia aretina, dove lambisce Cavriglia e termina il proprio percorso a Montevarchi innestandosi sulla ex strada statale 69 di Val d'Arno.
In seguito al decreto legislativo n. 112 del 1998, dal 2001, la gestione è passata dall'ANAS alla Regione Toscana che ha provveduto al trasferimento dell'infrastruttura al demanio della Provincia di Arezzo e della Provincia di Siena per le tratte territorialmente competenti.